# Dorobratovo
Dorobratovo (ukrajinsky Доробратово, slovensky Drahobratovo, maďarsky Drágabártfalva) je obec v mukačevské městské komunitě, v mukačevském okrese Zakarpatské oblasti Ukrajiny. V roce 2025 zde žilo 2739 obyvatel. Osadou této obce je Horbok. V roce 2025  žilo v celé obci 3517 obyvatel.

## Historie

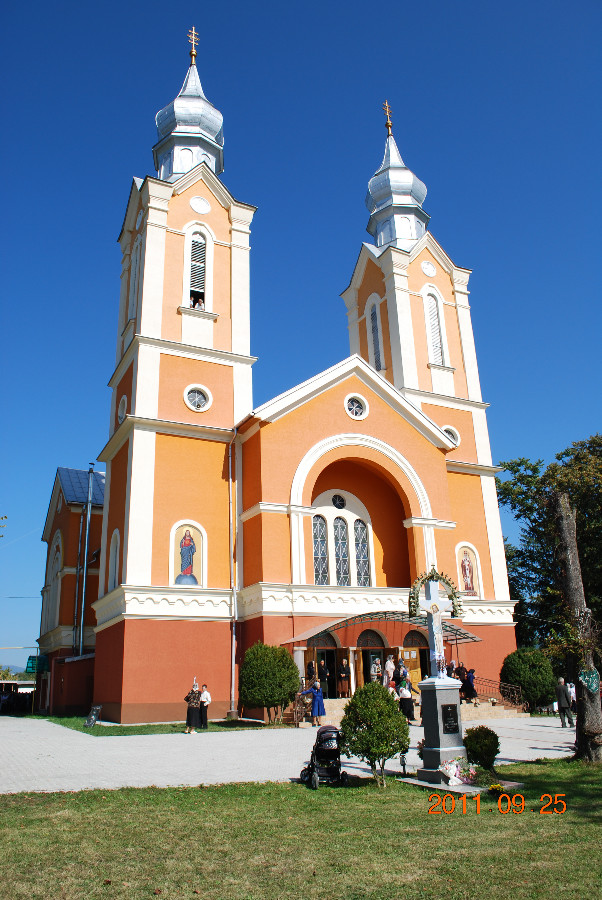
Chrám sv. Mikuláše

Archeologické nálezy dokládají, že Dorobratovo bylo osídleno již v pravěku. Nálezy pocházejí z doby halštatské (Kuštanovická skupina). První písemná zmínka o obci pochází z roku 1378. Do Trianonské smlouvy patřilo sídlo pod názvem Dragobartfalva k Uherskému království, poté k Československu. Za první republiky zde byl obecní notariát. Od roku 1945 patřilo Dorobratovo Sovětskému svazu, nakonec od roku 1991 Ukrajině.